# Germaine Delapierre

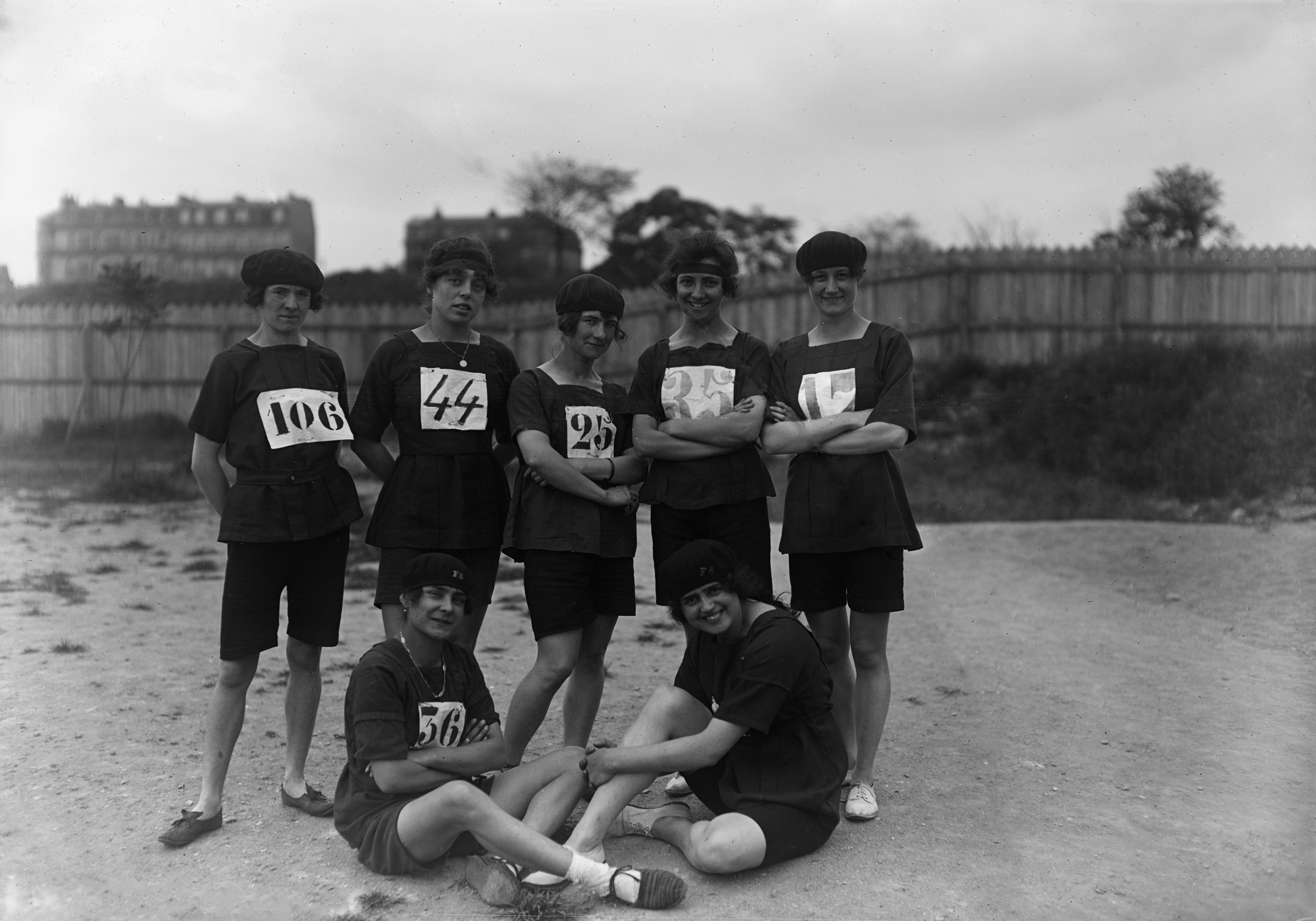
Fémina Sport 1920, bl.a. Suzanne Liébrard (44), Germaine Delapierre (25), Lucie Cadiès (35), Thérèse Brulé (17), Lucie Bréard (36)

Germaine Delapierre (gift Chapuis), född 19 juni 1897 i Paris, död 25 februari 1939 i Paris, var en fransk friidrottare med löpgrenar som huvudgren. Delapierre var en pionjär inom damidrott, hon var världsrekordhållare, flerfaldig fransk mästare och blev guldmedaljör vid den första damolympiaden 1921 i Monte Carlo.

## Biografi
Marie Pauline Germaine Delapierre föddes 1897 i Paris i norra Frankrike, hon studerade filosofi och nådde Filosofie licentiat i ungdomstiden var hon aktiv friidrottare och gick med i kvinnoidrottsföreningen "Fémina Sport" (grundad 1912) i Paris, hon tävlade för klubben under hela sin aktiva tid. Hon var även aktiv fotbollsspelare.
1918 deltog hon i sina första franska mästerskap (Championnats de France d'Athlétisme – CFA), under tävlingarna 7 juli på Jean-Bouinstadion i Paris hon tog bronsmedalj i längdhopp och slutade på en 6:e plats i löpning 80 meter.
1919 blev hon fransk mästare i häcklöpning 83 meter, nådde en 4.e plats både i löpning 300 m och längdhopp samt en 5.e plats i löpning 80 m vid tävlingar 29 juni på Stade Jean-Bouin i Paris.
1920 ingick hon i ett franska kombinationslag i damfotboll (med Jeanne Brulé, Thérèse Brulé, Chatelut, Defigier, Jeanne Janiaud, Louise Ourry, Carmen Pomiès från "Fémina Sport", Lévêque från "Les Sportives de Paris" och lagkapten Madeleine Bracquemond, Geneviève Laloz, Thérèse Laloz, Rigal, Rimbaux, A. Trotmann, J. Trotmann och Viani från "En Avant Paris") som den 30 april spelade den första internationella matchen i damfotboll då laget mötte engelska "Dick, Kerr's Ladies FC" i England. Vid franska friidrottsmästerskapen 11 juli samma år på Stade Elizabeth i Paris blev hon åter fransk mästare i häcklöpning (med inofficiellt världsrekord), silvermedaljör i löpning 300 meter samt bronsmedaljör i löpning 80 meter.
1921 deltog Delapierre vid Damolympiaden 1921 i Monte Carlo där hon tog guldmedalj i häcklöpning samt silvermedalj i stafettlöpning 4 x 200 meter (med Lucie Bréard, Germaine Delapierre som andre löpare, Thérèse Brulé och Suzanne Liébrard). Senare samma år blev hon åter fransk mästare i häcklöpning vid mästerskapen 3 juli på Stade Pershing i Paris.
Den 7 augusti 1921 satte hon världsrekord i stafettlöpning 10 x 100 meter (med bl a Delapierre som 1.e löpare) med tiden 2:23,2 minuter vid klubbtävlingar i Paris.
1922 deltog hon vid de andra Monte Carlospelen där hon tog bronsmedalj i stafettlöpning 4 x 75 m (i laget Fédération des Sociétés Françaises de Sport Féminin FSFSF med Germaine Delapierre som förste löpare, Cécile Maugars, Yvonne De Wynne och Andrée Paturaud). Hon tävlade även i höjdhopp dock utan att nå medaljplats. Vid franska mästerskapen 25 juni samma år på Stade du Métropolitan Club i Colombes tog hon åter bronsmedalj i häcklöpning.
Senare drog Delapierre sig tillbaka från tävlingslivet. 1923 gifte hon sig med Lucien Gustave Chapuis, Delapierre-Chapuis dog 1939 i Paris endast 41 år gammal.